# Scachs d’amor
Scachs d’amor (Liebesschach) ist ein Schachgedicht in katalanischer Sprache aus dem 15. Jahrhundert. Der vollständige Werktitel lautet: Hobra jntitulada scachs d’amor feta per don Franci de Castellvi e Narcis Vinyoles e mossen Bernat Fenollar sota nom de tres planetes ço es Març Venus e Mercuri per conjunccio e jnfluencia dels quals fon jnventada (Werk mit dem Titel „Liebesschach“, gemacht von Don Franci de Castellvi und Narcis Vinyoles und Mossen Bernat Fenollar, unter dem Namen von drei Planeten die da sind Mars, Venus und Merkur, unter deren Konstellation und Einfluss es erfunden wurde). Es entstand im spanischen Valencia vermutlich zwischen 1470 und 1490. Garzon nennt die Jahreszahl 1475. Die Autorschaft wird dem Literaten-Zirkel um Bernat Fenollar, Francí de Castellví und Narcís Vinyoles zugeschrieben.
Scachs d’amor ist das älteste Zeugnis des modernen Schachs, welches damals in Spanien de la dama (von der Dame), in Anlehnung an seine charakteristischste und mächtigste neue Figur, genannt wurde.

## Rezeptionsgeschichte
Die Handschrift wurde 1905 vom Jesuiten P. Ignacio Casanovas in der Real Capilla del Palau in Barcelona entdeckt und soll gemäß seinen Angaben 13 beschriebene, sowie 30 blanke Blätter der Größe 290 × 215 cm umfasst haben. 1912 erschienen mehrere Abhandlungen des katalanischen Schachhistorikers José Paluzíe y Lucena (1860–1938). Die erste vollständige Edition erschien von Ramón Miquel i Planas. Der einflussreiche Schachhistoriker Harold James Ruthven Murray schenkte in seinem umfangreichen Werk A history of chess (1913) dem katalanischen Schachgedicht nur wenig Beachtung, was dazu beitrug, dass weitere Abhandlungen, trotz seiner enormen Bedeutung für die Ursprünge des modernen Schachspiels, nur wenig Resonanz fanden. Die jüngste (private) Edition des Textes erschien 1992 von Salvador Juanpere i Aguiló. Das Manuskript ist seit dem spanischen Bürgerkrieg (1936–1939) verschollen.

## Inhalt
Das Gedicht beschreibt eine Schachpartie in Form einer Allegorie. Mars (Castellví) spielt mit den roten Steinen und wirbt um die Liebe der Venus (Vinyoles), die mit den grünen Steinen spielt. Mercurius (Fenollar) fungiert als Schiedsrichter. Die Partie wurde vermutlich nicht wirklich gespielt, sondern konstruiert. Weiß spielt 21 Züge in 21 Strophen. Schwarz spielt 20 Züge in 20 Strophen. Zusammen mit den 23 Strophen des Schiedsrichters ergibt das 64 Strophen (mit jeweils 9 Versen), also genauso viele wie das Schachbrett Felder zählt. Aus dieser Partie kann man deshalb schwerlich auf die Spielstärke der damaligen Akteure schließen, sehr wohl aber auf das intellektuelle Klima, in welchem das moderne Schach entstand.
|   | a | b | c | d | e | f | g | h |   |
| 8 |   |   |   |   |   |   |   |   | 8 |
| 7 |   |   |   |   |   |   |   |   | 7 |
| 6 |   |   |   |   |   |   |   |   | 6 |
| 5 |   |   |   |   |   |   |   |   | 5 |
| 4 |   |   |   |   |   |   |   |   | 4 |
| 3 |   |   |   |   |   |   |   |   | 3 |
| 2 |   |   |   |   |   |   |   |   | 2 |
| 1 |   |   |   |   |   |   |   |   | 1 |
|   | a | b | c | d | e | f | g | h |   |

Stellung nach 21. Dd8#

### Die erste bekannte Partie des neuen Schachs
Francisco de Castellví (weiß) vs. Narciso de Vinyoles (schwarz)
Eröffnung (nach heutigem System): Skandinavische Verteidigung: Mieses-Kotroc-Variante (B01)
| 1. e4 d5      | 12. d4 Sd6    |
| 2. exd5 Dxd5  | 13. Lb5+ Sxb5 |
| 3. Sc3 Dd8    | 14. Dxb5+ Sd7 |
| 4. Lc4 Sf6    | 15. d5 exd5   |
| 5. Sf3 Lg4    | 16. Le3 Ld6   |
| 6. h3 Lxf3    | 17. Td1 Df6   |
| 7. Dxf3 e6    | 18. Txd5 Dg6  |
| 8. Dxb7 Sbd7  | 19. Lf4 Lxf4  |
| 9. Sb5 Tc8    | 20. Dxd7+ Kf8 |
| 10. Sxa7 Sb6  | 21. Dd8 matt  |
| 11. Sxc8 Sxc8 |               |